# مورناو ام اشتافلزی
مورناو ام اشتافلزی (به آلمانی: Murnau am Staffelsee) یک شهر در آلمان است که در بایرن واقع شده‌است.

## خصوصیات
مورناو ام اشتافلزی ۳۸٫۰۵ کیلومترمربع مساحت دارد ۶۵۰ - ۷۳۰ متر بالاتر از سطح دریا واقع شده‌است.